# Dąbrowski Inkubator Przedsiębiorczości

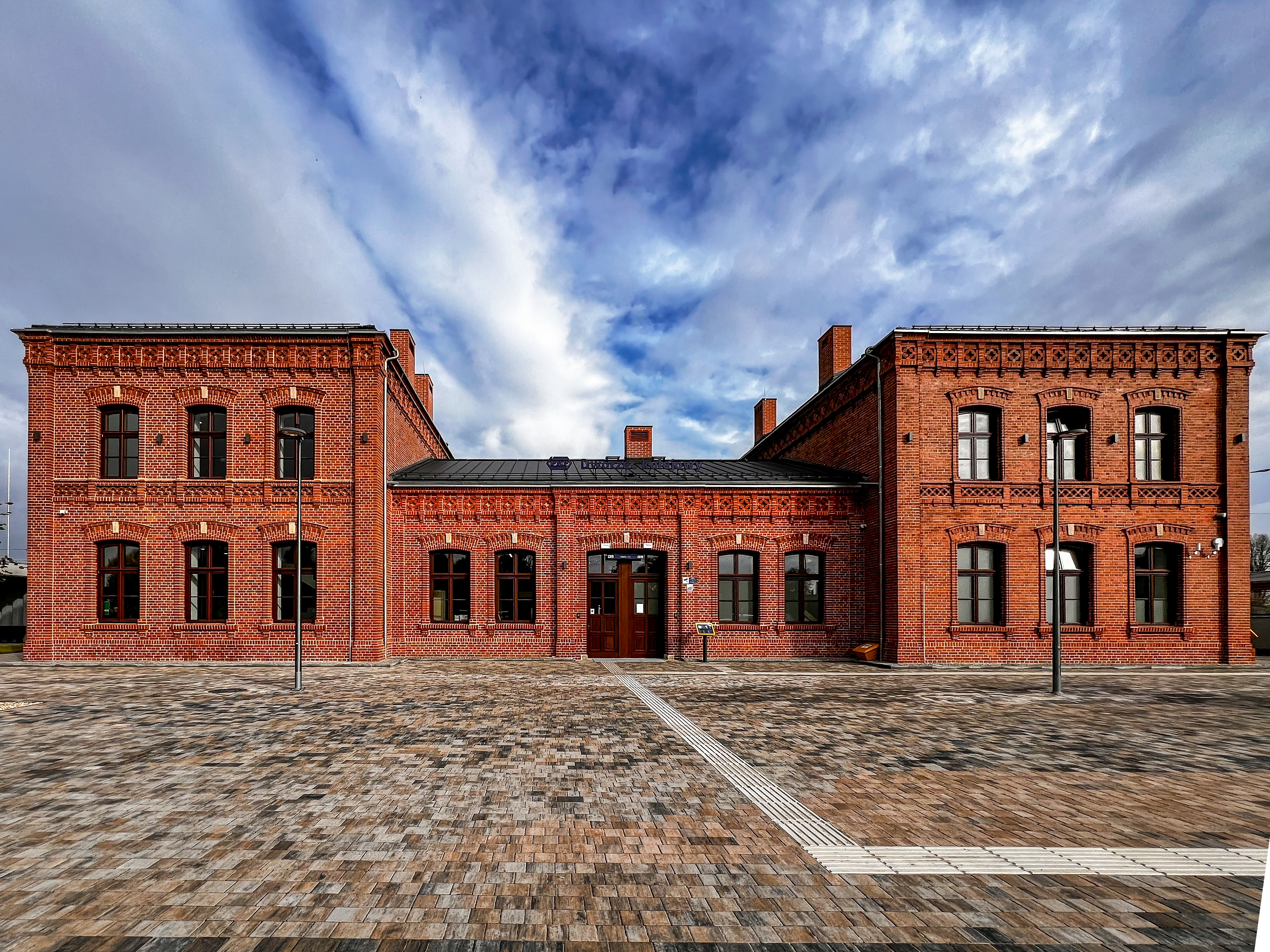
Budynek Dworca w Dąbrowie Górniczej, w którym mieści się DIP

Dąbrowski Inkubator Przedsiębiorczości (DIP) – inkubator przedsiębiorczości zlokalizowany w Dąbrowie Górniczej, w województwie śląskim. Został założony w 2018 roku, aby wspierać przedsiębiorców i małe firmy w regionie Zagłębia Dąbrowskiego poprzez zapewnienie zasobów, mentoringu oraz przestrzeni do współpracy i rozwoju biznesowego.

## Historia
Dąbrowski Inkubator Przedsiębiorczości został oficjalnie uruchomiony 31 lipca 2018 roku jako wspólna inicjatywa miasta Dąbrowa Górnicza oraz lokalnych organizacji, takich jak Stowarzyszenie Przedsiębiorcy z Wyboru i Akademickie Inkubatory Przedsiębiorczości. Powstał w odpowiedzi na trudności, z którymi borykają się początkujący przedsiębiorcy, takie jak kwestie prawne, finansowe czy organizacyjne, mając na celu stworzenie sprzyjającego środowiska dla rozwoju biznesu w regionie.
W 2024 roku DIP przeniósł się do zabytkowego budynku dworca kolejowego w centrum Dąbrowy Górniczej. Obiekt ten został wyremontowany, aby zapewnić nowoczesną i dostępną przestrzeń dla przedsiębiorców.